# Džoser
Džoser, egipčanski faraon (2778 pr. n. št.) 
Džoser je starodaven egipčanski kralj (faraon) 3. dinastije v Starem kraljestvu in njen  ustanovitelj. Bil je znan po svojih heleniziranih imenih Tosortros (po Manetonu) in Sesortos (po Evzebiju). Bil je sin kralja Kasekemvija in kraljice Nimaetap. Ali je bil tudi neposredni prestolonaslednik, pa je še vedno nejasno. Na vseh ramesidskih seznamih kraljev je pred njim zapisano ime kralja Nebka. Ker pa so še vedno težave pri povezovanju tega imena s sodobnimi Horovimi imeni, nekateri egiptologi dvomijo o navedenem  zaporedju na prestolu.

## Ujemanje podatkov
Poslikan apnenčast kip Džoserja, zdaj v egipčanskem muzeju v Kairu, je najstarejši znan egipčanski kip v naravni velikosti. Danes je v Sakari, na kraju, na katerem so ga našli, kopija mavčnega kipa namesto originala. Kip so našli med raziskovanjem med letoma 1924 in 1925. 
V sodobnih napisih je imenovan Netjerihet, kar pomeni "božansko telo". Kasnejši viri, ki se sklicujejo na zapise iz Novega kraljestva, potrjujejo, da sta Netjerihet in Džoser ista oseba.
Medtem ko Maneton imeni Necerofes in Nebka s torinskega seznama kraljev navaja kot prvega vladarja 3. dinastije, veliko egiptologov verjame, da je bil Džoser prvi kralj te dinastije, kar izhaja iz zaporedja v Westcarjevem papirusu, v katerem so navedeni nekateri predhodniki Kufuja (Keopsa),  Nebka naj bi bil med Džoserjem in Hunijem in ne pred Džoserjem. Še pomembnejši pa je angleški egiptolog Toby Wilkinson, ki je odkril, da je na vhodu v Kasekemvijev grob pri Abidosu napisano Džoser in ne Nebka. 

## Družina
Ker je kraljica Nimaetap, žena Kasekemvija, zadnjega kralja druge egipčanske dinastije,  navedena na pokrovu Kasekemvijevega pečata kot "mati kraljevih otrok", nekateri trdijo, da je bila Džoserjeva mati in Kasekemvi njegov oče. To dokazuje tudi drugi pečat, datiran v obdobje Džoserjevega vladanja, na katerem piše "mati kralja dveh dežel". Njen kult je bil verjetno znan še ob kasnejšem vladanju Snefruja.
Hetephernebti je bila "na vrsti stel s stopničaste piramide (zdaj v različnih muzejih) in fragmentu reliefa stavbe v Hermopolisu", zdaj v egipčanskem muzeju v Torinu, prepoznana kot ena od Džoserjevih kraljic.
Inetkaves je bila njuna edina hči, znana po imenu. Med Džoserjevim vladanjem je bila še tretja ženska, vendar je bilo njeno ime uničeno. Odnos med Džoserjem in njegovim naslednikom Sekemketom ni znan, tudi datum njegove smrti je negotov.

## Vladanje

### Dolžina vladanja
Maneton navaja, da je Džoser vladal Egiptu 29 let, medtem ko je na torinskem seznamu kraljev navedenih 19 let. Zaradi njegovih številnih pomembnih gradbenih projektov, zlasti v Sakari, nekateri trdijo, da je Džoser vladal skoraj tri desetletja. Zdi se, da je Manetonov podatek natančnejši glede na Wilkinsonove analize in rekonstrukcije kraljevskih letopisov. Wilkinsonova rekonstrukcija letopisov daje Džoserju "28 popolnih ali delnih let", ugotavlja, da se število živine na kamnu iz Palerma, V. steli in 1. fragmentu iz Kaira, V. stela, za začetek in konec Džoserjevega vladanja najverjetneje kažejo leta 1−5 in 19−28. Žal so danes nečitljivi. Leto kronanja je ohranjeno, če sledimo letnim dogodkom, ki so navedeni na paru pilonov in trdnjavi Kau-Netjeru ("griči bogov").

### Politične dejavnosti
Džoser je vodil več vojaških pohodov na Sinajski polotok, v katerih so bili zajeti lokalni prebivalci. Poslal je tudi ekspedicije v rudnike dragocenih mineralov, kot so turkizi in baker, saj je bilo znano, da so v puščavi. Sinaj je bil tudi strateško pomemben kot blažilnik med dolino Nila in Azijo.
Njegov najbolj znan spomenik je bila stopničasta piramida, ki je nastala kot posledica gradnje več mastab ene nad drugo. Iz te oblike se je sčasoma razvila običajna piramida v kasnejšem obdobju Starega kraljestva. Maneton mnogo stoletij kasneje namiguje na arhitekturni napredek tega vladarja, ki navaja, da je "Tosortros" odkril, kako graditi iz klesanega kamna. Pozneje se ga spominjajo po zdravniku Asklepiju in po uvedbi nekaterih reform v sistemu pisanja. Sodobni znanstveniki menijo, da je Maneton sprva pripisoval (ali naj bi pripisoval) te podvige Imutesu, ki so ga Grki in kasneje Rimljani opredelili kot Asklepija, kar ustreza Imhotepu, slavnemu Džoserjevemu ministru, ki je vodil gradnjo stopničaste piramide.
Nekateri fragmenti reliefov iz Heliopolisa in Gebeleina omenjajo ime Džoser in kažejo, da je naročil gradbene projekte v teh mestih. Prav tako naj bi utrdil južno mejo svojega kraljestva na prvem kataraktu Nila. Napis, znan kot stela lakote, in  datum vladanja Džoserja, verjetno ustvarjena v obdobju Ptolemajske dinastije, dokazujeta, da je Džoser obnovil tempelj Khnum na otoku Elefantin na prvem kataraktu, zato se je končala sedemletna lakota v Egiptu. Nekateri menijo, da je bil ta starodavni napis legenda, ko je bil napisan. Kljub temu pa je jasno, da se Džoserja več kot dve tisočletji po njegovem vladanju Egipčani še spomnijo.
Čeprav se zdi, da so začeli graditi grobnico v Abidosu (Zgornji Egipt) (ostala je nedokončana), je bil na koncu Džoser pokopan v svoji slavni piramidi pri Sakari v Spodnjem Egiptu. Ker je bil Kasekemvi, faraon iz 2. dinastije, zadnji faraon, ki je bil pokopan v Abidosu, nekateri egiptologi sklepajo, da je bil premik na bolj severno glavno mesto končan v času Džoserja.

## Džoser in Imhotep
Eden najbolj znanih sodobnikov kralja Džoserja je bil njegov vezir, "vodja kraljeve ladjedelnice" in "nadzornik vseh kamnitih del" Imhotep. Imhotep je nadziral gradbene projekte iz kamna, kot so grobnice kralja Džoserja in Sehemheta. Možno je, da je bil Imhotep omenjen tudi v znamenitem Westcarjevem papirusu, v zgodbi z naslovom Kufu in čarovniki. Ker je papirus na začetku poškodovan, se je ime Imhotep izgubilo. Papirus iz starodavnega egipčanskega templja Tebtunis, ki datira v 2. stoletje našega štetja, je ohranil dolgo zgodbo v demotični pisavi o Džoserju in Imhotepu. V času Džoserja je bil Imhotep tako pomemben in slaven, da je bil počaščen s kipom kralja Džoserja v njegovi nekropoli v Sakari.

## Grobnica
Džoser je bil pokopan v svoji znameniti stopničasti piramidi v Sakari. Ta piramida je bila prvotno zgrajena kot skoraj kvadratna mastaba, potem pa so to nadgradili še s petimi nadaljnjimi mastabami, naloženimi na prvo, vsaka nova je bila manjša od predhodne in nastala je prva stopničasta piramida. Nadzornik gradbenih konstrukcij je bil visoki duhovnik Imhotep.

### Piramida
Stopničasta piramida je narejena iz apnenca. Je velika, ima le en tesen hodnik, ki vodi do srede strukture, in se konča v grobi komori, v kateri je bil skrit vhod v nagrobni jašek. Ta notranja gradnja je bila kasneje napolnjena z ruševinami, ker ni bila več uporabna. Piramida je bila nekoč visoka 62 metrov in je merila okoli 125 x 109 metrov. Obložena je bila s fino poliranim belim apnencem.

### Podzemna struktura
Pod stopničasto piramido je bil skopan velik labirint hodnikov in dvoran. Grobna komora je sredi podzemnega kompleksa, na dnu 28 metrov globokega jaška, ki vodi neposredno od površine navzdol do groba. Vhod je zapečaten z vtičnim kamnom z maso 3,5 tone. Podzemski pokopni labirint ima štiri galerije, vsaka gleda v eno glavno smer. Vzhodna galerija ima tri apnenčaste reliefe, ki prikazujejo kralja Džoserja med praznovanjem hebsed (tudi sed festival) (praznik pomlajevanja). Stene okrog reliefov in med njimi so okrašene z modrikastimi fajansnimi ploščicami. Na ta način so posnemali preproge kot namig na mitološke podzemne vode. Druge galerije so ostale nedokončane.
Na vzhodni strani piramide, zelo blizu modre sobe, enajst grobnih jaškov vodi naravnost navzdol 30 do 32 metrov globoko in nato pod pravim kotom v zahodni smeri. I. do V. jašek so bili uporabljeni za pokope kraljevih družinskih članov, VI. do XI. jašek so bili uporabljeni kot simbolne grobnice kraljevih prednikov iz 1. in 2. dinastije. V teh galerijah so našli več kot 40.000 posod, skled in vaz, narejenih iz različnih poldragih kamnov. Kraljeva imena, kot so Den, Semerket, Ninetjer in Sekemib so bila zarezana v lončkih. Danes menijo, da je Džoser obnovil izvirne grobnice prednikov in jih nato zapečatil s pridatki v galerijah, da bi jih rešil.

### Kompleks nekropole
Džoserjeva stopničasta piramida je obdana z 10,5 metra visokim nišnim zidom, ki sestavlja notranje dvorišče površine 15 ha. To dvorišče ima več kultnih stavb, kot so južna grobnica, južno dvorišče, južni paviljon, severni paviljon, vhodna kolonada in serdab z znamenitim sedečim kipom Džoserja.